# Équipe de Nouvelle-Zélande des moins de 17 ans de football
Maillots
L'équipe de Nouvelle-Zélande des moins de 17 ans est une sélection de joueurs de moins de 17 ans au début des deux années de compétition placée sous la responsabilité de la Fédération de Nouvelle-Zélande de football. Elle fut trois fois vainqueur du Tournoi qualificatif de l'OFC des moins de 17 ans.

## Parcours en Coupe d’Océanie
- 1983 :  Finaliste
- 1986 :  Finaliste
- 1989 :  Finaliste
- 1991 :  Finaliste
- 1993 : 1er tour
- 1995 :  Finaliste
- 1997 :  Vainqueur
- 1999 : 1er tour
- 2001 :  Finaliste
- 2003 : 1er tour
- 2005 : 1er tour
- 2007 :  Vainqueur
- 2009 :  Vainqueur
- 2011 :  Vainqueur
- 2013 :  Vainqueur
- 2015 :  Vainqueur
- 2017 :  Vainqueur
- 2018 :  Vainqueur
- 2023 :  Vainqueur

## Parcours en coupe du monde
- 1985 : Non qualifiée
- 1987 : Non qualifiée
- 1989 : Non qualifiée
- 1991 : Non qualifiée
- 1993 : Non qualifiée
- 1995 : Non qualifiée
- 1997 : 1er tour
- 1999 : 1er tour
- 2001 : Non qualifiée
- 2003 : Non qualifiée
- 2005 : Non qualifiée
- 2007 : 1er tour
- 2009 : Huitièmes-de-finale
- 2011 : Huitièmes-de-finale
- 2013 : 1er tour
- 2015 :  Huitièmes-de-finale
- 2017 : 1er tour
- 2019 : 1er tour
- 2023 : Qualifié

## Anciens joueurs
- Ben Sigmund
- Dave Mulligan
- Allan Pearce
- Chris Wood (footballeur)
- Costa Barbarouses

## Palmarès
- Championnat d'Océanie de football des moins de 17 ans
  - Vainqueur en 1997, en 2007, en 2009, en 2011, en 2013, en 2015, en 2017, en 2018 et en 2023